# La Cumbrilla
La Cumbrilla es una entidad de población del macizo de Anaga perteneciente administrativamente al distrito de Anaga del municipio de Santa Cruz de Tenerife, en la isla de Tenerife —Canarias, España—. 
Este caserío, conjuntamente con Chamorga, Lomo de Las Bodegas y Las Casillas forma la zona conocida como Punta de Anaga. 

## Toponimia
Su nombre es puramente descriptivo, ya que el caserío se asienta sobre una cumbre.

## Características
Se encuentra a 31 kilómetros del casco urbano de Santa Cruz de Tenerife, en la cresta de una montaña entre los valles de Anosma y Chamorga, a una altitud media de 554 m s. n. m.
El caserío no cuenta con muchas infraestructuras, teniendo los vecinos que acudir a la ermita de Lomo de Las Bodegas y al colegio de Chamorga.

## Demografía
| Año        | 2000 | 2001 | 2002 | 2003 | 2004 | 2005 | 2006 | 2007 | 2008 | 2009 | 2010 | 2011 | 2012 | 2013 | 2014 | 2015 | 2016 | 2017 |
| ---------- | ---- | ---- | ---- | ---- | ---- | ---- | ---- | ---- | ---- | ---- | ---- | ---- | ---- | ---- | ---- | ---- | ---- | ---- |
| Habitantes | 19   | 24   | 22   | 21   | 20   | 18   | 18   | 23   | 23   | 19   | 17   | 12   | 9    | 10   | 8    | 6    | 6    | 7    |

## Historia
Esta zona fue poblada en el siglo xvi por colonos y guanches libres después de la conquista de la isla.
La Cumbrilla, junto con el resto de caseríos de Punta de Anaga, formaba un pago del lugar de Taganana hasta 1877, en que todos pasan a ser barrios de Santa Cruz, contando a partir de entonces con alcalde pedáneo hasta la década de 1980.
La carretera llega hacia 1970.
En 1994 el caserío de La Cumbrilla pasa a estar incluido en el espacio protegido del parque rural de Anaga.

## Comunicaciones
Se llega a La Cumbrilla a través de la carretera de Chamorga TF-123.

### Transporte público
En autobús —guagua— queda conectado mediante la siguiente línea de TITSA: 
| Línea | Trayecto                                          | Recorrido     |
| ----- | ------------------------------------------------- | ------------- |
| 947   | Santa Cruz - San Andrés - El Bailadero - Chamorga | Horario/Línea |

### Caminos
Por La Cumbrilla pasa el camino Sendero PR-TF 5  que une Chamorga con Igueste de San Andrés, uno de los caminos homologados en la Red de Senderos de Tenerife.

## Galería

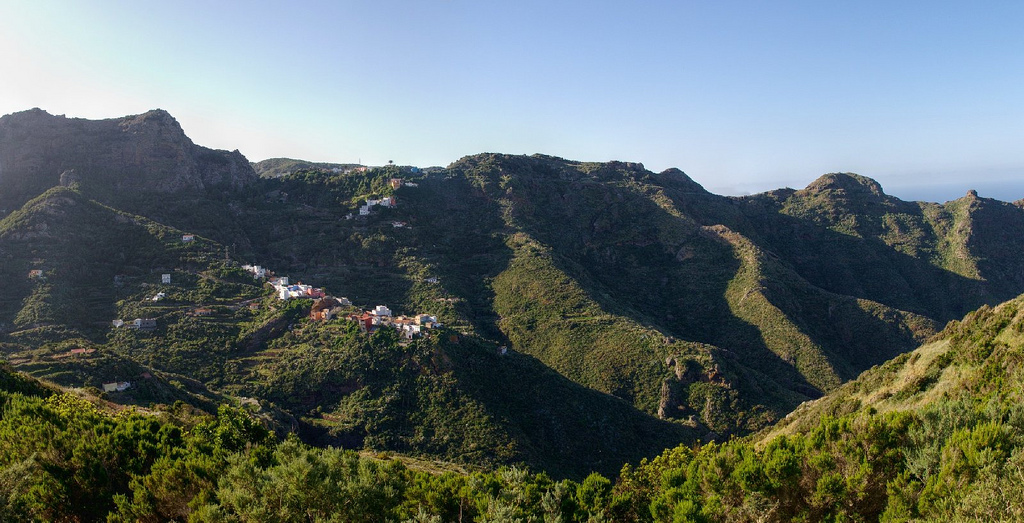
En primer término Lomo de Las Bodegas. A lo lejos La Cumbrilla.